# 裴村乡
裴村乡，是中华人民共和国山西省大同市浑源县下辖的一个乡镇级行政单位。

## 行政区划
裴村乡下辖以下地区：
新裴村、下町村、旧裴村、三合号村、西辛庄村、凌云口村、十义号村、杓头涧村、罗框村、大桥村、千哨村和张旺村。